# Francisco Soc Rodrigo

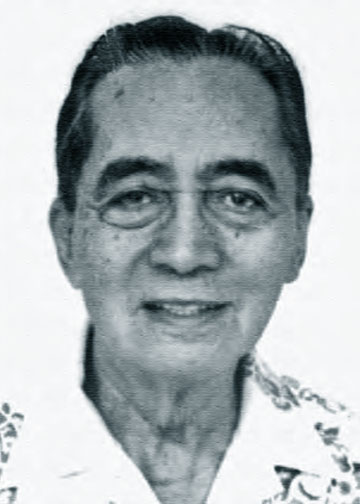
Francisco Soc Rodrigo

Francisco „Soc“ Aldana Rodrigo (* 29. Januar 1914 in Bulacan, Bulacan; † 4. Januar 1998 in Quezon City, Metro Manila) war ein philippinischer Rechtsanwalt und Politiker der Nacionalista Party sowie später Liberal Party, der unter anderem zwischen 1955 und 1967 Mitglied des Senats war. Als Absolvent der Päpstlichen und Königlichen Universität des heiligen Thomas von Aquin in Manila war der Thomasianer ein passionierter Vertreter der Nationalsprache Filipino, ausgesprochener Anhänger des katholischen Glaubens sowie militanter Unterstützer katholischer Moralvorstellungen.

## Leben

### Studium, Rechtsanwalt und Schriftsteller
Francisco „Soc“ Rodrigo, Sohn von Melecio Rodrigo und Marcela Aldana, war ein Blutsverwandter der ebenfalls aus der Provinz Bulacan stammenden Marcelo H. del Pilar sowie Gregorio del Pilar, die zu den Führern der 1896 begonnenen Philippinischen Revolution gehörten. Nach dem Besuch der Elementary School in Bulacan sowie der High School der Universität der Philippinen begann er zunächst ein grundständiges Studium an der Päpstlichen und Königlichen Universität des heiligen Thomas von Aquin in Manila (Pontifical and Royal University of Santo Tomas), das er mit einem Bachelor of Arts (B.A.) beendete. Ein darauf folgendes dortiges postgraduales Studium der Pädagogik schloss er mit einem Bachelor of Science (B.Sc. Education). Während des Studiums war er Vorsitzender des Debattier-Clubs der Universität. Als Absolvent der [Päpstlichen und Königlichen Universität des heiligen Thomas von Aquin in Manila war der Thomasianer ein passionierter Vertreter der Nationalsprache Filipino, ausgesprochener Anhänger des katholischen Glaubens sowie militanter Unterstützer katholischer Moralvorstellungen. Danach begann er ein weiteres postgraduales Studium der Rechtswissenschaften an der Universität von Manila, das er 1938 mit einem Bachelor of Laws (LL.B.) abschloss. 
Nach Abschluss des Studiums trat Rodrigo als Rechtsanwalt in die Anwaltskanzlei der späteren Senatoren Francisco Afan Delgado und Lorenzo Tañada ein. Gemeinsam mit Lorenzo Tañada war er Autor der rechtswissenschaftlichen Fachbücher Philippine Modern Legal Forms und Handbook on the Rules of Court. Im Verlauf der Schlacht um die Philippinen (8. Dezember 1941 bis 9. Mai 1942) und der darauf folgenden Besetzung durch die Kaiserlich Japanische Armee engagierte er sich in der anti-japanischen Widerstandsbewegung durch Propagandaschriften, die er zusammen mit Raul Manglapus verfasste. Er war zugleich als Schriftsteller tätig und verfasste Bühnenwerke in englischer Sprache und Tagalog, die bekannt für die Destillation der Schwächen und des Witzes der philippinischen Seele sind. Zu seinen wichtigsten Theaterstücken gehören Sa Pula, Sa Puti sowie insbesondere Kuro – Kuro sa likod ng mga Balita.
Während der Präsidentschaftswahlen vom 10. November 1953 war er als Berichterstatter für den Rundfunk tätig und wurde von dem erfolgreichen Kandidaten der Nacionalista Party, Ramon Magsaysay für die beispiellose Marathonsendung mit dem Legion of Honor ausgezeichnet. Er engagierte sich zudem als Präsident der Catholic Action of the Philippines, eine der katholischen Kirche nahe stehenden Organisation.

### Senator 1955 bis 1967, Gegner der Marcos-Diktatur und Würdigungen

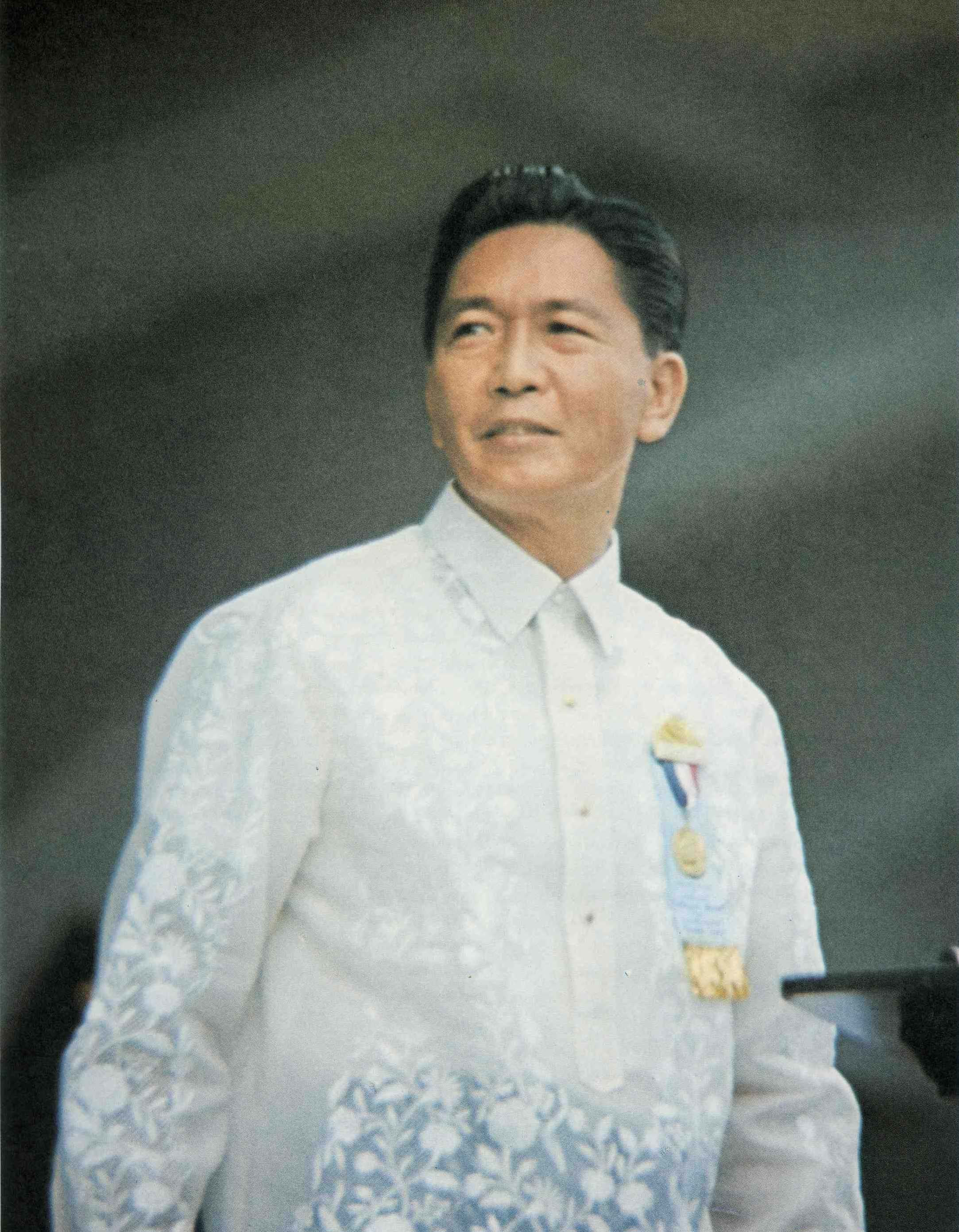
Aufgrund seiner kritischen Haltungen zum diktatorisch regierenden Präsidenten Ferdinand Marcos wurde Soc Rodrigo nach der Verhängung des Kriegsrechts am 21. September 1972 mehrmals verhaftet.

Bei den Senatswahlen vom 8. November 1955 kandidiere Soc Rodrigo für die Nacionalista Party für ein Mandat im Senat und gewann mit 
2.132.094 Stimmen (42,2 Prozent) als Viertplatzierter unter 21 Kandidaten einen der acht zu vergebenden Mandate. Als Senator Claro M. Recto den Entwurf für das Rizal-Gesetz (Rizal Bill) ein, das vorschlug, die von José Rizal verfassten Werke Noli Me Tangere und El Filibusterismo zu Pflichtlektüren an allen Universitäten und Colleges einzuführen. Der Gesetzentwurf stieß im Senat auf Opposition von ihm, Senator Decoroso Rosales, dem Bruder des Erzbischofs von Cebu Julio Rosales y Ras sowie Senator Mariano Cuenco, Bruder des Erzbischofs von Jaro José Maria Cuenco. Nach deren Ansicht würde die Einführung als Pflichtlektüre die Freiheit von Gewissen und Religion gefährden. Am 12. Mai 1956 wurde der umstrittene Gesetzentwurf nach einer Stellungnahme angenommen, die von Senator José P. Laurel verfasst wurde und auf Vorschlägen der Senatoren Roseller T. Lim und Emmanuel Pelaez basierte. Danach war es für Studenten möglich, von der Lektüre der ungekürzten Ausgabe von Noli Me Tangere und El Filibusterismo aus religiösen Glaubensgründen befreit zu werden. Aufgrund des Republikgesetzes Nr. 1425 wurde das Rizal-Gesetz schließlich am 26. August 1956 unterzeichnet und trat daraufhin in Kraft.
Rodrigo erhielt auch bei den Senatswahlen vom 14. November 1961 mit 2.710.322 Stimmen (40,2 Prozent) abermals als Viertbester unter nunmehr 23 Kandidaten einen der acht zu vergebenden Sitze im Senat. Allerdings kandidierte er bei dieser Wahl nicht mehr für die Nacionalista Party, sondern für die Liberal Party. Bei den Senatswahlen vom 14. November 1967 bewarb er sich für die Liberal Party für eine dritte Amtszeit. Allerdings kam er dieses Mal mit 2.153.849	Wählerstimmen (27,1 Prozent) lediglich auf den zwölften Platz unter 29 Kandidaten und verpasste somit den Wiedereinzug in den Senat, für den wieder acht Sitze zu besetzen waren. Durch seine Leistungen im Senat wurde er durchweg in die begehrte Liste der „Zehn herausragenden Senatoren“ (Ten Outstanding Senators) aufgenommen. Er war mehrfach Gast ausländischer Regierungen wie den USA, Großbritannien, der Bundesrepublik Deutschland und anderer Ländern gemacht. Er erhielt ferner ein zwischen dem 20. November 1959 und dem 20. Januar 1960 ein Stipendium der US-Regierung gemäß den Bestimmungen des Gesetzes 402 (Public Law 402 Smith-Mundt) für Reisen unter der Schirmherrschaft des Governmental Affairs Institute.
Soc Rodrigo war später von 1970 bis 1972 Moderator der von der ABS-CBN Corporation ausgestrahlten Sendung Mga Kuro-kuro ni Soc Rodrigo. Nach der der Verhängung des Kriegsrechts am 21. September 1972 wurde er wie zahlreiche andere Politiker und Intellektuelle wegen seiner kritischen Haltung zu dem nunmehr diktatorisch regierenden Präsidenten Ferdinand Marcos mehrmals verhaftet wie zum Beispiel aufgrund seiner regimekritischen Gedichte und Kolumnen in den Tageszeitungen The Philippine Star und Ang Pahayagang Malaya. Nach der EDSA-Revolution, die zum Sturz von Präsident Marcos führte, wurde er von der neuen Präsidentin Corazon Aquino zum Mitglied der 1986 Constitutional Commission ernannt, die den Entwurf für die Verfassung der Philippinen erarbeitete, die im Februar 1987 in Kraft trat. Zuletzt war er von 1992 bis 1997 noch als Kolumnist für The Philippine Star tätig. 
Für seine Verdienste wurde sein Name auf der Mauer der Helden (Bantayog ng mga Bayani) verewigt. Darüber hinaus stiftete die Kommission für die philippinische Sprache (Komisyon sa Wikang Filipino) und die Nationale Kommission für Kultur und Künste (Pambansang Komisyon para sa Kultura at mga Sining) den nach ihm benannten Soc-Rodrigo-Preis. Sein Sohn Francisco Rodrigo, Jr., der als Rechtsanwalt tätig ist, ist mit der Schauspielerin Boots Anson-Roa verheiratet.